# Відкриті тіла
«Відкриті тіла» (фр. Les Corps ouverts) — французький короткометражний фільм 1998 року, поставлений режисером Себастьєном Ліфшицем.

## Сюжет
18-річний француз арабського походження Ремі (Ясмін Бельмаді) живе в Парижі і піклується про хворого батька в проміжках між ліцеєм, де вивчає комерцію, роботою в магазині і своєю подружкою. Одного разу в ліцеї вивішують оголошення про пошук молодих акторів для зйомок у фільмі. Ремі бере участь в кастингу, що не лише відкриває для нього нові можливості, але й приводить його до питання своєї сексуальної орієнтації. Намагаючись знайти відповідь, Ремі вступає в сексуальні стосунки з режисером Марком (П'єр-Лу Ражо), з подружкою, з випадковим знайомим в кінотеатрі, в сауні, з вуличною танцівницею… Але якщо в ліжку з подружкою Ремі намагається справити враження і читає свої вірші, то з Марком він відкидає ніжність неначе чогось соромиться. І щоб добитися своєї мети Ремі доведеться здолати не одну суперечність, що є органічною частиною його неординарної натури.

## У ролях
| Ясмін Бельмаді   | ···· | Ремі                  |
| П'єр-Лу Ражо     | ···· | Марк                  |
| Марго Абаскаль   | ···· | молода дівчина        |
| Мохамед Дамрауї  | ···· | батько                |
| Малік Зіді       | ···· | однокласник           |
| Дора Дуїб        | ···· | сестра                |
| Карім Белхадра   | ···· | бакалійник            |
| Режан Кердаффрек | ···· | учитель               |
| Себастьєн Ліфшиц | ···· | жартівник у гей-клубі |

## Визнання
| Нагороди та номінації фільму «Відкриті тіла» | Нагороди та номінації фільму «Відкриті тіла» | Нагороди та номінації фільму «Відкриті тіла»   | Нагороди та номінації фільму «Відкриті тіла» | Нагороди та номінації фільму «Відкриті тіла» | Нагороди та номінації фільму «Відкриті тіла» |
| Рік                                          | Кінофестиваль/кінопремія                     | Категорія/нагорода                             | Номінант                                     | Результат                                    |                                              |
| -------------------------------------------- | -------------------------------------------- | ---------------------------------------------- | -------------------------------------------- | -------------------------------------------- | -------------------------------------------- |
| 1998                                         | 51-й Каннський міжнародний кінофестиваль     | Приз Kodak за найкращий короткометражний фільм | Відкриті тіла                                | Перемога                                     |                                              |
| 1998                                         | Приз Жана Віго                               | Найкращий короткометражний фільм               | Відкриті тіла                                | Перемога                                     |                                              |